# 鳞腺杜鹃
鳞腺杜鹃（学名：Rhododendron lepidotum），为杜鹃花科杜鹃花属下的一个植物种。